# Mordellistena pallidoptera
Mordellistena pallidoptera är en skalbaggsart som beskrevs av Khalaf 1971. Mordellistena pallidoptera ingår i släktet Mordellistena och familjen tornbaggar. Inga underarter finns listade i Catalogue of Life.